# Tiro esportivo nos Jogos Pan-Americanos de 2015 - Carabina de ar 10 m masculino
A categoria da carabina de ar 10 m masculino foi um dos eventos do tiro esportivo nos Jogos Pan-Americanos de 2015, em Toronto. Foi disputada no dia 13 de julho no Pan Am Shooting Centre em Innisfil. 

## Calendário
Horário local (UTC-4)
| Data        | Horário | Fase         |
| ----------- | ------- | ------------ |
| 13 de julho | 9:15    | Qualificação |
| 13 de julho | 13:00   | Final        |

## Medalhistas
| Ouro   | USA Connor Davis    |
| Prata  | VEN Julio Iemma     |
| Bronze | USA Bryant Wallizer |

## Resultados

### Qualificação
| Pos. | Atirador           | Nacionalidade            | 1     | 2     | 3     | 4     | 5     | 6     | Total | Notas |
| ---- | ------------------ | ------------------------ | ----- | ----- | ----- | ----- | ----- | ----- | ----- | ----- |
| 1    | Bryant Wallizer    | USA Estados Unidos       | 104.4 | 104.6 | 105.3 | 103.1 | 105.0 | 102.5 | 624.9 | Q,    |
| 2    | Valentin Cabrera   | ARG Argentina            | 103.2 | 103.7 | 102.8 | 101.6 | 103.6 | 103.6 | 618.5 | Q     |
| 3    | Connor Davis       | USA Estados Unidos       | 102.8 | 102.7 | 101.2 | 101.9 | 104.8 | 102.8 | 616.2 | Q     |
| 4    | Luis Morales       | MEX México               | 103.8 | 101.1 | 102.8 | 103.9 | 102.0 | 102.1 | 615.7 | Q     |
| 5    | Julio Iemma        | VEN Venezuela            | 102.7 | 101.6 | 100.5 | 104.1 | 102.5 | 103.5 | 614.9 | Q     |
| 6    | Bruno Heck         | BRA Brasil               | 98.3  | 102.9 | 103.5 | 103.4 | 103.4 | 102.8 | 614.3 | Q     |
| 7    | Anyelo Parada      | CHI Chile                | 101.8 | 103.0 | 101.5 | 102.1 | 102.6 | 101.3 | 612.3 | Q     |
| 8    | Luis Madrazo       | MEX México               | 100.7 | 99.8  | 102.6 | 103.2 | 103.2 | 101.5 | 611.0 | Q     |
| 9    | Reinier Estpinan   | CUB Cuba                 | 102.2 | 102.3 | 100.9 | 101.3 | 100.8 | 102.2 | 609.7 |       |
| 10   | Daniel Vizcarra    | PER Peru                 | 99.5  | 101.0 | 101.5 | 102.0 | 103.2 | 101.5 | 608.7 |       |
| 11   | Octavio Sandoval   | GUA Guatemala            | 99.5  | 101.4 | 101.1 | 101.9 | 103.6 | 101.0 | 608.5 |       |
| 12   | Benjamin Taylor    | CAN Canadá               | 102.6 | 100.5 | 102.4 | 100.1 | 101.2 | 101.6 | 608.4 |       |
| 13   | Alexander Molerio  | CUB Cuba                 | 98.6  | 99.7  | 103.0 | 101.3 | 102.1 | 102.5 | 607.2 |       |
| 14   | Israel Gutierrez   | ESA El Salvador          | 101.6 | 99.7  | 100.5 | 99.4  | 102.9 | 102.9 | 607.0 |       |
| 15   | Cristian Santacruz | ECU Equador              | 103.8 | 100.5 | 100.0 | 100.2 | 102.1 | 100.3 | 606.9 |       |
| 16   | Cristian Morales   | BOL Bolívia              | 100.7 | 101.9 | 99.7  | 100.2 | 101.3 | 101.9 | 605.7 |       |
| 17   | Leonardo Moreira   | BRA Brasil               | 98.3  | 102.6 | 101.2 | 102.6 | 101.6 | 97.8  | 604.1 |       |
| 18   | Cory Niefer        | CAN Canadá               | 98.6  | 101.0 | 101.4 | 101.4 | 98.8  | 101.4 | 602.6 |       |
| 19   | Oliser Zelaya      | ESA El Salvador          | 100.3 | 101.1 | 100.5 | 100.3 | 99.3  | 100.4 | 601.9 |       |
| 20   | Elias San Martin   | CHI Chile                | 100.7 | 99.3  | 98.7  | 101.4 | 101.9 | 99.0  | 601.0 |       |
| 21   | Hosman Duran       | DOM República Dominicana | 93.4  | 87.4  | 93.3  | 90.6  | 89.8  | 92.2  | 546.7 |       |
| 22   | Yerald Canda       | NCA Nicarágua            | 89.0  | 91.5  | 89.5  | 90.6  | 89.1  | 93.7  | 543.4 |       |
| 23   | Kenny Matta        | GUA Guatemala            |       |       |       |       |       |       | DSQ   |       |
| 23   | Marcelo Zoccali    | ARG Argentina            |       |       |       |       |       |       | DNS   |       |

### Final
| Pos.              | Atirador         | Nacionalidade      | 1                   | 2                   | 3              | 4               | 5               | 6               | 7              | 8              | 9              | Total | Notas |
| ----------------- | ---------------- | ------------------ | ------------------- | ------------------- | -------------- | --------------- | --------------- | --------------- | -------------- | -------------- | -------------- | ----- | ----- |
| Medalha de ouro   | Connor Davis     | USA Estados Unidos | 30.6 10.6 9.9 10.1  | 61.5 10.1 10.0 10.8 | 81.0 9.6 9.9   | 101.9 10.7 10.2 | 122.7 10.2 10.6 | 143.4 10.3 10.4 | 163.8 9.6 10.8 | 183.0 9.2 10.0 | 202.5 9.2 10.3 | 202.5 | FPR   |
| Medalha de prata  | Julio Iemma      | VEN Venezuela      | 31.0 10.7 10.0 10.3 | 61.8 10.1 10.2 10.5 | 82.7 10.3 10.6 | 102.1 9.3 10.1  | 122.6 9.8 10.7  | 142.8 9.8 10.4  | 162.4 9.6 10.0 | 182.3 10.5 9.4 | 202.2 9.8 10.1 | 202.2 |       |
| Medalha de bronze | Bryant Wallizer  | USA Estados Unidos | 30.8 9.7 10.7 10.4  | 60.5 10.1 9.4 10.2  | 80.3 10.0 9.8  | 100.0 9.6 10.1  | 121.1 10.5 10.6 | 140.5 10.2 9.2  | 160.7 10.6 9.6 | 180.8 10.2 9.9 | 180.8          | 180.8 |       |
| 4                 | Bruno Heck       | BRA Brasil         | 30.9 10.7 10.4 9.8  | 60.3 10.5 10.4 8.5  | 80.3 10.0      | 100.8 10.2 10.3 | 120.7 9.4 10.5  | 140.2 10.5 9.0  | 160.3 9.8 10.3 | 160.3          | 160.3          | 160.3 |       |
| 5                 | Luis Morales     | MEX México         | 30.3 10.1 9.9 10.3  | 60.9 10.2 10.5 9.9  | 80.6 9.6 10.1  | 100.0 9.9 9.5   | 119.2 9.5 9.7   | 139.9 10.3 10.4 | 139.9          | 139.9          | 139.9          | 139.9 |       |
| 6                 | Anyelo Parada    | CHI Chile          | 30.1 9.8 10.0 10.3  | 59.7 9.8 9.6 10.2   | 79.9 10.0 10.2 | 99.5 9.3 10.3   | 118.5 8.7 10.3  | 118.5           | 118.5          | 118.5          | 118.5          | 118.5 |       |
| 7                 | Luis Madrazo     | MEX México         | 28.6 9.1 8.9 10.6   | 58.9 10.1 10.4 9.8  | 79.6 10.0 10.7 | 98.8 9.9 9.3    | 98.8            | 98.8            | 98.8           | 98.8           | 98.8           | 98.8  |       |
| 8                 | Valentin Cabrera | ARG Argentina      | 29.8 9.9 10.3 9.6   | 59.8 9.9 10.5 9.6   | 79.4 9.9 9.7   | 79.4            | 79.4            | 79.4            | 79.4           | 79.4           | 79.4           | 79.4  |       |